# Sibirisk flugsnappare
Sibirisk flugsnappare (Muscicapa sibirica) är en asiatisk fågel i familjen flugsnappare inom ordningen tättingar. Den häckar dels i ett område från sydöstra Sibirien till Japan, dels i bergstrakter i Himalaya och västra Kina. Vid endast två tillfällen har den påträffats i Europa, på Island 2012 och i Norge 2023, båda fynd i början av oktober. Beståndet anses vara livskraftigt.

## Utseende
Sibirisk flugsnappare är en medelstor tätting med en kroppslängd på 14 centimeter och lik övriga arter i släktet med sin oansenliga grå dräkt. Den är mindre än den europeiska grå flugsnapparen men större än den vida spridda glasögonflugsnapparen som den annars kan förväxlas med. Denna fågel har en relativt liten och helmörk näbb och påfallande långa vingar så att handpennorna till skillnad från glasögonflugsnapparen är lika långa som eller tydligt längre än tertialerna. Bröstet och flankerna är streckade så att en vit strimma bildas nedför mitten av buken.

## Läte
Sången består av en svag serie med ljusa toner, drillar och visslingar. Den drunknar lätt bland andra fåglars läten och är mycket lik glasögonflugsnapparens sång, men innehåller vanligen "tsee-tsee-tsee" eller "tsichiriri". Locklätet är tunna "tsuii" eller "chii" och nedåtböjda "feeeer". I flykten hörs ett tunt och rakt "siht".

## Utbredning och systematik
Sibirisk flugsnappare häckar i två skilda områden i Asien, dels från sydöstra Sibirien till Japan, dels i bergsområden i Himalaya och västra Kina. Den delas in i fyra underarter med följande utbredning:
- Muscicapa sibirica sibirica – häckar från sydöstra Sibirien till Japan, övervintrar i Indokina och på Stora Sundaöarna
- Muscicapa sibirica gulmergi – västra Himalaya, från östra Afghanistan till Kashmir och Garhwal
- Muscicapa sibirica cacabata – häckar från östra Himalaya till sydöstra Tibet och nordöstra Indien, övervintrar i södra Thailand
- Muscicapa sibirica rothschildi – häckar i bergsområden från västra Kina till norra Myanmar, övervintrar i södra Kina, Indokina samt Malackahalvön

Nominatformen har föreslagits utgöra en egen art. Arten är en mycket sällsynt gäst i Europa med endast två fynd, 4–5 oktober 2012 vid Höfn på Island och 5–10 oktober 2023 i norska Hordaland, vid Skogøy, Herdlevær.

## Ekologi
Arten häckar i tempererad eller subtropisk skog, i bergsskog i Himalaya och i Sibirien i tajgagranskog ofta nära vatten och bland pilar Salix. Under flyttningen och vintertid ses den i kustnära buskmarker, plantage, parker och stora trädgårdar.
Artens föda är inte särskilt studerad, men den tros inta mest små ryggradslösa djur. Den födosöker i skogsgläntor och öppningar genom att på flugsnapparmanér sitta upprätt högt upp på en utkiksplats, jaga insekter i flykten för att sedan återvända till samma sittplats, som mest aktivt sent på eftermiddagen och i skymningen.

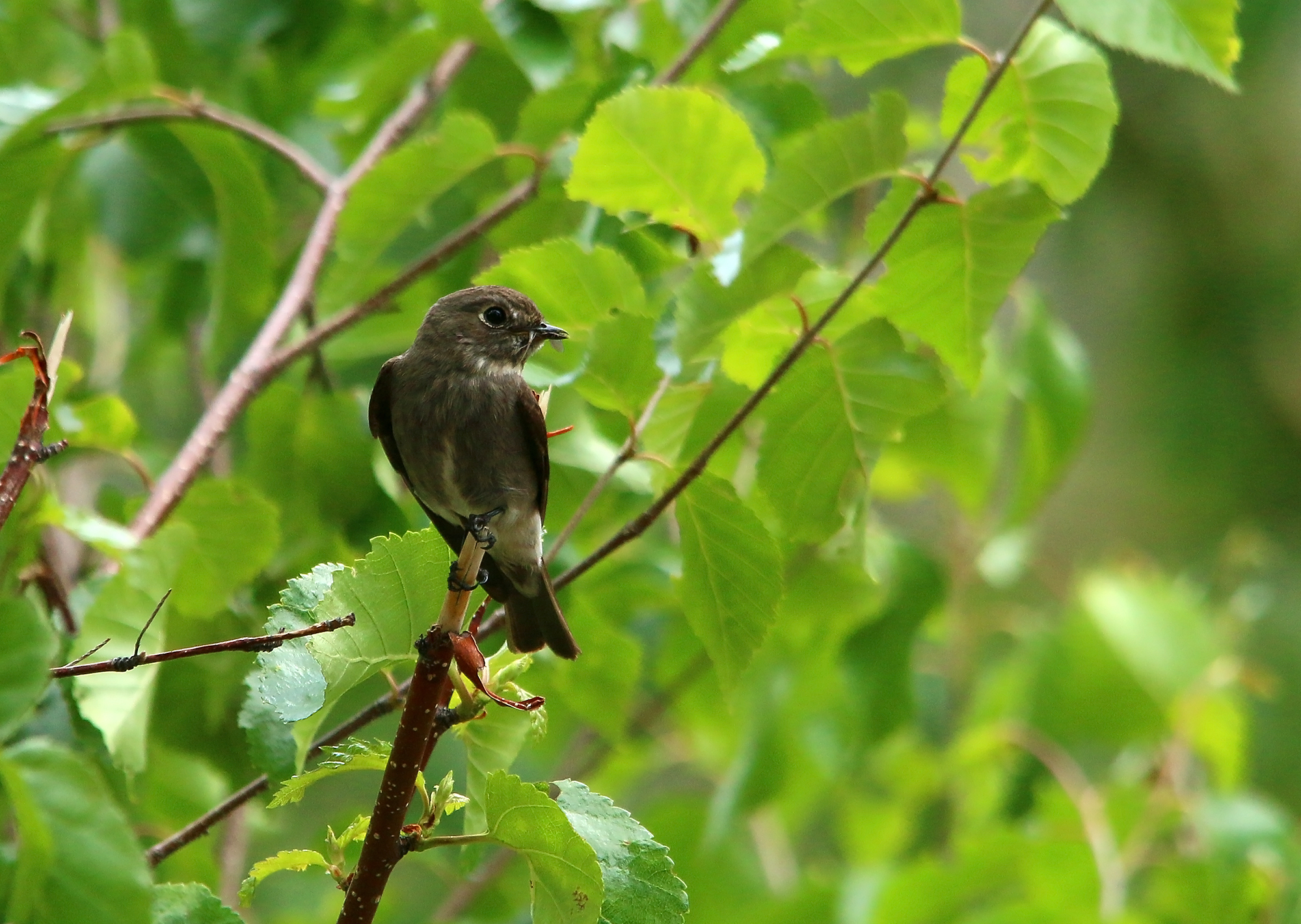

Den häckar maj till augusti och lägger tre till fyra ägg i ett prydligt och kompakt bo placerat på en horisontell gren, i ett trädhål eller bakom lös bark.

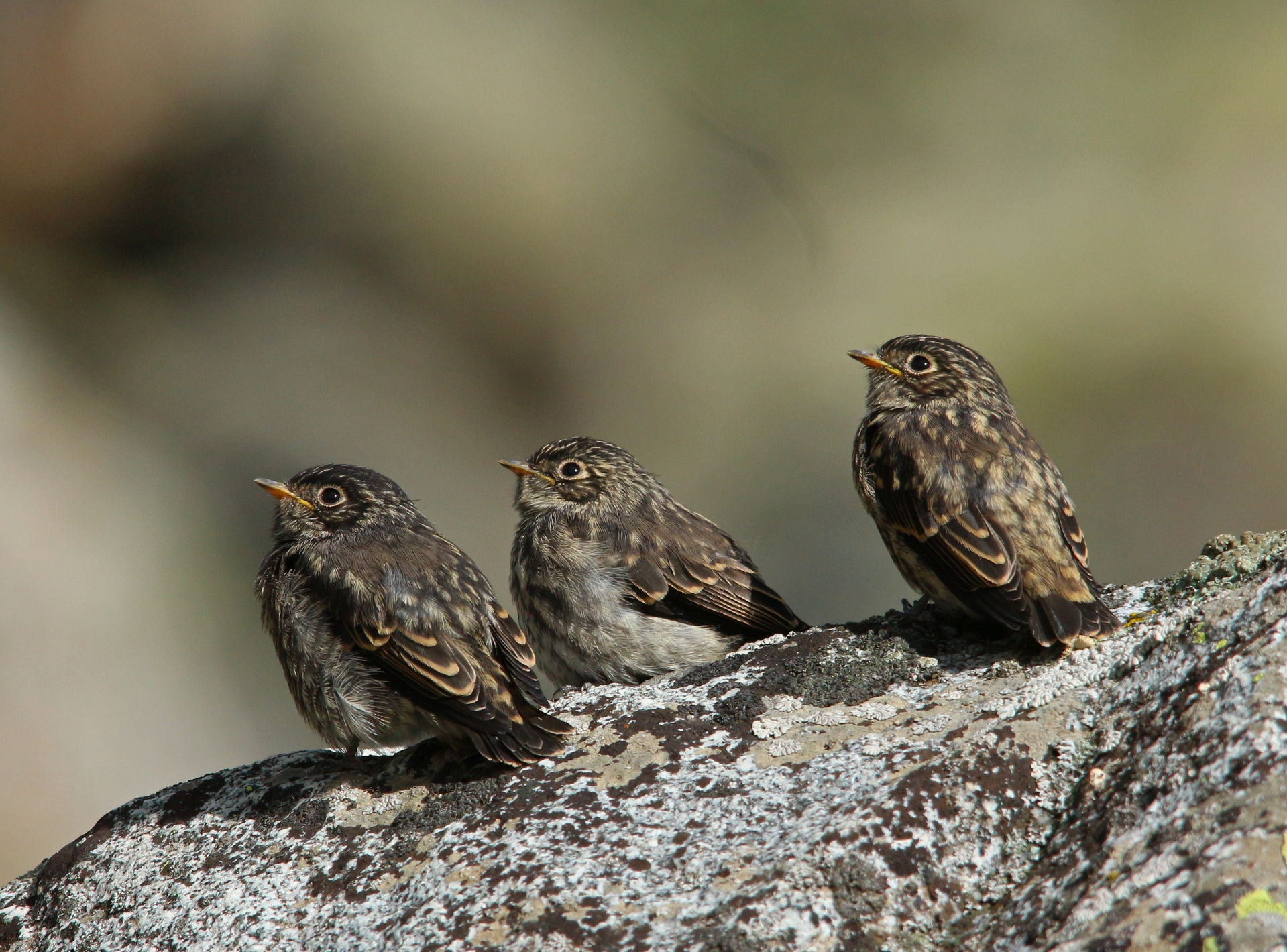
Ungfåglar fotograferade i Pakistan.

## Status och hot
Arten har ett stort utbredningsområde, men tros minska i antal, dock inte tillräckligt kraftigt för att den ska betraktas som hotad. Internationella naturvårdsunionen IUCN listar arten som livskraftig (LC).  Världspopulationen har inte uppskattats men den beskrivs som vanlig till lokalt vanlig.

## Namn
Sibiriska flugsnapparens vetenskapliga artnamn sibirica betyder just "sibirisk". På svenska har den även kallats sotflugsnappare.